# 김선기 (정치인)

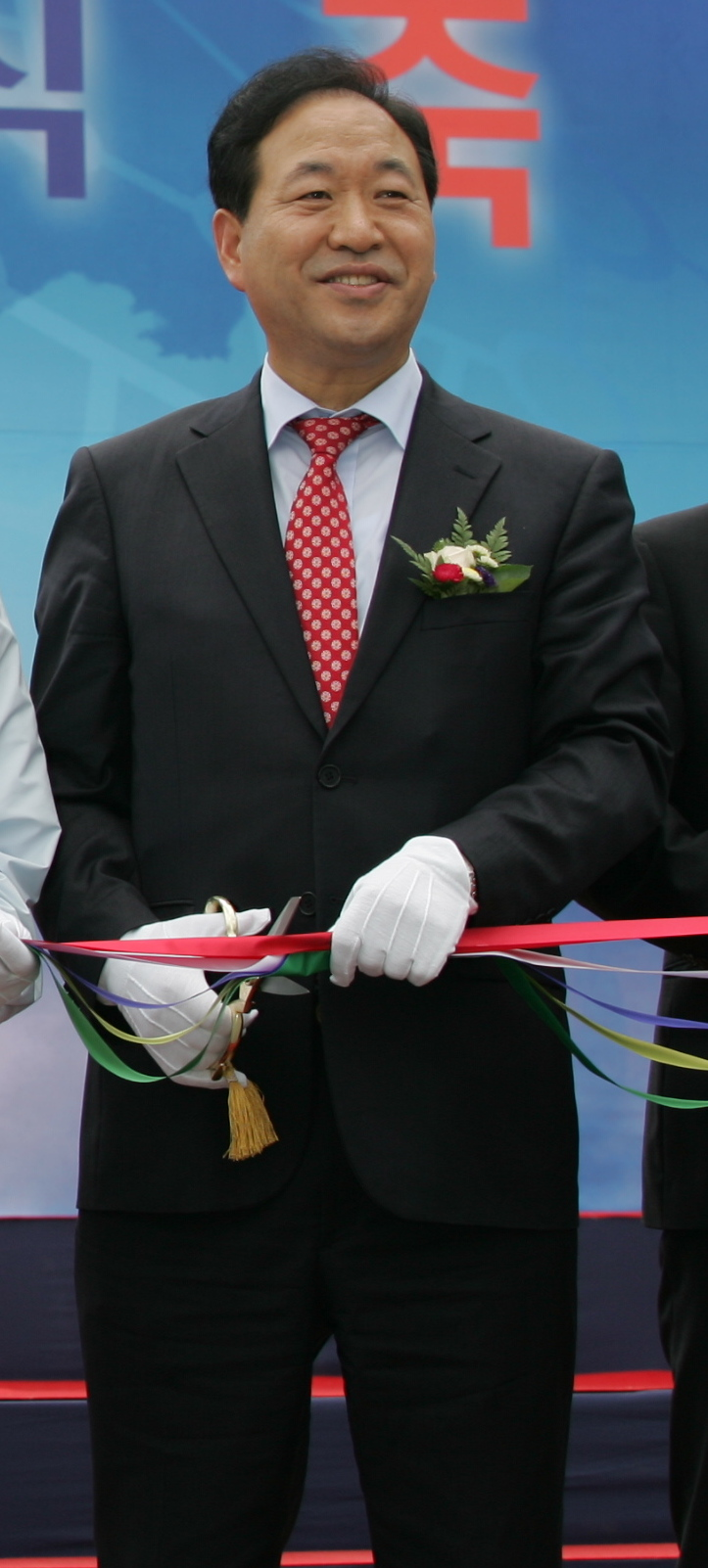
김선기

김선기(金善基, 1953년 3월 1일~)는 대한민국의 전직 행정 공무원 출신의 대학 교수 겸 정치인이다. 대한민국의 경기도의 평택군에서 출생한 그는, 1980년 제24회 행정고시에 합격하였으며, 관선 경기 평택시장 등은 물론, 훗날 민선 경기 평택시장 등을 역임했다.

## 학력
- 갈곶국교(지금의 갈곶초등학교) 졸업
- 평택중학교 졸업
- 평택고등학교 졸업
- 성균관대학교 경영학과 학사(1980년 2월)
- 미국 조지 워싱턴 대학교 대학원 경영학과 경영학 석사(1985년 2월)
- 중앙대학교 대학원 경제학과 경제학 박사(2015년 2월)

## 주요 경력
- 1998년 한나라당 탈당·자유민주연합 입당
- 2002년 자유민주연합 탈당·한나라당 복당
- 2004년 한나라당 탈당
- 2010년 민주당 입당
- 2015년 수원대학교 경제학과 객원교수(2015년 8월~)
- 2016년 한국방송통신대학교 경영학과 객원교수(2016년 8월~)
- 2020년 더불어민주당 탈당
- 2021년 인하대학교 경제학과 객원교수(2021년 2월~)
- 2022년 국민의힘 입당

## 전과 전력
- 공직선거및선거부정방지법위반: 벌금 150만원 - 2003년 5월 9일 선고, 2008년 8월 15일 특별복권[1]

## 역대 선거 결과
|  | 28.70% |

|  | 73.29% |

|  | 51.00% |

|  | 48.70% |

|  | 44.94% |

|  | 33.51% |